# Street Drum Corps
Street Drum Corps es una banda de punk rock formada en abril del 2004 en Los Ángeles, como complemento de las bandas ya creadas de Bobby Alt (S.T.U.N. y Faculty X), Adam Alt (Circus Minor) y Frank Zummo (TheSTART). Actualmente la banda esta compuesta por sus fundadores, usan materiales de la vida moderna como percusión a la vez que actúan activamente en la temática del evento. Principalmente se presentan eneventos de rock/punk, por su amplio espectro musical han compartido escenario con Linkin Park, Chris Cornell y 30 Seconds to Mars. 
Han Lanzado cuatro álbumes hasta la fecha y han figurado en giras tales como Van's Warped Tour, Taste of Chaos, Into the Wild y Projekt Revolution. Sus apariciones han llegado a comerciales, cortometrajes, escenas de películas, presentaciones de premios y entretiempos de partidos de la NBA.

## Historia
Formación y álbum debut (2004–2006)
Street Drum Corps se formó en Los Ángeles, California por los bateristas Bobby y Adam Alt, ambos hermanos, y Frank Zummo. Antes de formarse, Bobby y Adam tuvieron un programa llamado Experiment, tocando en escuelas y campamentos, en donde tocaron con baterías, tarros de basura y baterías de mano. El baterista Zummo, quien se mudó a L.A., también tuvo un proyecto similar en Pennsilvania denominado Repercussion y luego de entusiasmarse con el programa Experiment y charlar con Bobby y Adam, los tres decidieron unirse y formar una banda. El primer lanzamiento de la banda fue un cover de Happy Christmas (War Is Over) junto con el vocalista de la banda The Used, Bert McCracken, lanzado el 2005. Al unirse a Van's Warped Tour, la banda participó en un documental llamado Wake Up Screaming, acerca de la experiencia en el Warped Tour. El grupo ingresó a studio para grabar su álbum debut, producido por DJ Letal de Limo Biznieto. En noviembre, se dijo que el guitarrista Daron Malakian de System of a Down contribuyó en un tema del álbum, lo cual no fue cierto, y fueron añadidos al itinerario del tour Taste of Chaos el 2006 programados para comenzar el 15 de febrero. La pista Flaco 81 fue incluida en el álbum Best of the Taste of Chaos lanzado en enero de 2006. Street Drum Corps fueron estrenados el 21 de febrero de 2006 vía Warcon Enterprises. Aparecieron en el show Late Night with Conan O'Brien en marzo de 2006.
We Are Machines (2007–2008)
En 2007, la banda anunció ser parte de Van's Warped Tour en gira entre el 2007 hasta 2008 en donde colaboraron en escenario junto a The Used. Street Drum Corps lanzaron su segundo álbum We Are Machines, producido por DJ Lethal, el 1 de abril de 2008 por medio de la disquera Lethal Dose Records que contó con la colaboración de invitados tales como TheStart, Tor Kjeka, Adrian Young, David Adams, Sporty O y John Sawicki de Stomp. Además fueron anunciados como parte del tour Projekt Revolution de Linkin Park, junto a Chris Cornell, The Bravery y Ashes Divide, colaborando en el escenario de Revolution. Se unieron a Linkin Park para la participar de cuatro canciones: One Step Closer, No More Sorrow, Bleed it Out, y What I've Done. En Noviembrela banda abrió para un concierto de Mötley Crüe en el Palladium en Los Ángeles.
2009–presente
Después de firmar con Interscope Records, el grupo comenzó a grabar la continuación de We Are Machines en el Verano del 2009. La banda pretendió grabar un disco doble: el primer álbum basándose solo en ritmos sincopados y de batería junto a bateristas invitados, producido por la misma banda y por Jamie Rise, y el segundo reuniendo una colección de canciones de rock grabado junto al productor Howard Benson, quien trabajó junto a My Chemical Romance, Papa Roach y Vendetta Red. Algunos colaboradores invitados en el disco incluyen al baterista de la banda Mötley Crüe Tommy Lee, Brandon Saller de Atreyu, Matt Sorum de Velvet Revolver,[15] Brooks Wackerman de Bad Religion, Adrian Young de No Doubt, y Shannon Leto de 30 Seconds to Mars además del bajista Matt Wachter de Angels & Airwaves.
En agosto de 2009, Frank Zummo sustituyó a Tommy Lee en una serie de conciertos de la banda Mötley Crüe.

La banda apareció en el programa The Tonight Show with Conan O'Brien en diciembre, actuando junto a 30 Seconds to Mars.

En enero de 2010, la banda fue confirmada como el soporte principal de 30 Seconds to Mars en su gira Into The Wild, en donde anticiparon algunos temas de su nuevo álbum tales como Marry Me, Terror Surrounding, Come Alive, Play on It, I Miss You, Knock Me Out y Little Ones.El 17 de marzo, el grupo anunció que fueron añadidos en la programación del Festival Bamboozle.
En mayo se anunció que la banda realizaría apariciones en el programa American Idol, participando junto a Travis Garland, quien cantaría su nuevo sencillo Believe.
En enero de 2011, Frank Zummo se convirtió en el nuevo baterista de la banda Julien-K.
Conciertos

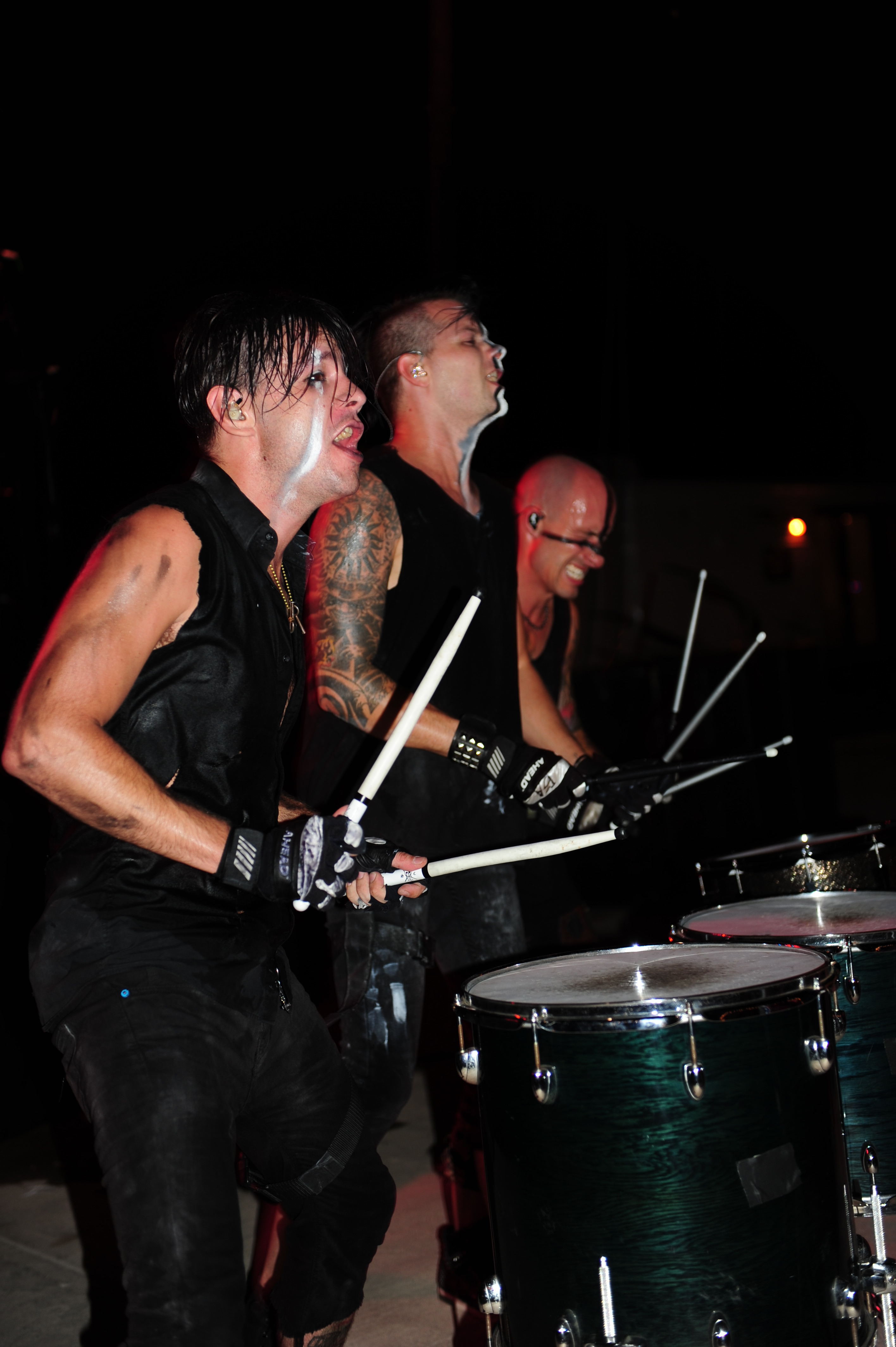
En Guantánamo, 2014.

La banda utiliza instrumentos tales como baterías, tarros de basura, acústicos, baldes, utensilios de cocina, aluminio reciclado, platos de batería, canaletas, equipamiento de desfiles, e incluso herramientas eléctricas para producir efectos chirridos durante las presentaciones en vivo. Han actuado junto a bandas reconocidas, tales como 30 Seconds to Mars, Stomp, No Doubt, Bad Religion, Good Charlotte, Linkin Park, Atreyu, Strung Out, Alexisonfire y Deftones. Bert McCracken de la banda The Used y Airin Older de Sugarcult han participado de presentaciones de la banda Street Drum Corps varias veces, compartiendo escenario con ellos para la canción Flaco 81.

## Discografía
| Título               | Detalles                                                                                                  |
| -------------------- | --- |
| Street Drum Corps    | - Lanzado: Febrero 21, 2006 - Sello discográfico: Warcon Enterprises - Formatos: CD+DVD, digital download |
| We Are Machines      | - Lanzado: Abril 1, 2008 - Sllo discográfico: Lethal Dose - Formatos: CD, digital download                |
| Big Noise            | - Lanzado: Noviembre 16, 2010 - Sello discográfico: DGC, Interscope - Formatos: CD, digital download      |
| Children of the Drum | - Lanzado: Noviembre 6, 2012 - Sello discográfico: Self-released - Formatos: Digital download             |

Sencillos
- 2005: Happy Christmas (War Is Over) (junto a Bert McCracken)
- 2007: Action!
- 2010: Knock Me Out

Canciones inéditas
- 2008: Rise Above – Estuvo disponible a través de MySpace por un corto período de tiempo y fue tocada en vivo en la Gira Rockstar Energy Get a Life Tour & Projekt Revolution.

## Miembros
Miembros de la banda
- Bobby Alt – voces, batería
- Adam Alt – batería
- Frank Zummo – batería

Miembros en Conciertos
- Justin Imamura AKA The Bambino, Gas Mask Man - percusiones
- Scott Zant - guitarra
- Tyler William Johnson Fortney - bajo